# Archangel (альбом)
 Archangel  — десятый студийный альбом грув-метал/трэш-метал-группы Soulfly, выпущенный 14 августа 2015 года на лейбле Nuclear Blast Entertainment Это последний альбом в составе группы для Тони Кампоса, ушедшего в Fear Factory. Альбом дебютировал на 130 в чарте Billboard 200.

## Список композиций
| №                   | Название                                                 | Длительность |
| ------------------- | -------------------------------------------------------- | ------------ |
| 1.                  | «We Sold Our Souls to Metal»                             | 3:00         |
| 2.                  | «Archangel»                                              | 4:47         |
| 3.                  | «Sodomites» (feat. Тодд Джонс)                           | 3:55         |
| 4.                  | «Ishtar Rising»                                          | 2:45         |
| 5.                  | «Live Life Hard!» (feat. Мэтт Янг)                       | 3:56         |
| 6.                  | «Shamash»                                                | 3:48         |
| 7.                  | «Bethlehem's Blood»                                      | 4:18         |
| 8.                  | «Titans»                                                 | 4:44         |
| 9.                  | «Deceiver»                                               | 2:44         |
| 10.                 | «Mother of Dragons» (feat. Ричи Кавалера, Игор Кавалера) | 2:41         |
| Общая длительность: | Общая длительность:                                      | 36:38        |

| №                   | Название                          | Длительность |
| ------------------- | --------------------------------- | ------------ |
| 11.                 | «You Suffer» (Napalm Death cover) | 0:10         |
| 12.                 | «Acosador Nocturno»               | 2:45         |
| 13.                 | «Soulfly X»                       | 5:42         |
| Общая длительность: | Общая длительность:               | 45:16        |

| №   | Название                        | Длительность |
| --- | ------------------------------- | ------------ |
| 1.  | «Cannibal Holocaust»            |              |
| 2.  | «Refuse/Resist»                 |              |
| 3.  | «Bloodshed»                     |              |
| 4.  | «Back to the Primitive»         |              |
| 5.  | «Seek 'N' Strike»               |              |
| 6.  | «Tribe»                         |              |
| 7.  | «Rise of the Fallen»            |              |
| 8.  | «Revengeance»                   |              |
| 9.  | «Roots Bloody Roots»            |              |
| 10. | «Jumpdafuckup / Eye for an Eye» |              |

## Отзывы
| Оценки критиков  | Оценки критиков |
| Источник         | Оценка          |
| ---------------- | --------------- |
| About.com        | [ 7 ]           |
| Blabbermouth.net | 8/10            |
| Metal Injection  | 7.5/10          |
| RockSins         | 7.5/10          |

Эндрю «Schizodeluxe» Мэсси из The Rockpit отметил агрессивное звучание альбома, сочетающего в себе «воодушевляющий дэт-метал, среднетемповый грув и трэш» Рили Роув из Metal Injection отмечал, что Archangel является более зрелой записью, в сравнении с предыдущим релизом, назвав альбом  «мистическим музыкальным путешествием.» Рэй ван Хорн из Blabbermouth в своем обзоре подчеркнул, что «Archangel являясь наиболее смелым и свежим альбомом Soulfly со времен Prophecy, выглядит небрежным и непоследовательным .» Другой обозреватель, Elpida Baphomet из Metal Invader, считает что «Archangel выделяется своей изысканной восточной композицией, энергетикой грува, многогранным звучанием хоров и религиозными мотивами. Все инструменты и голоса выделяются в лучшем виде.» По мнению рецензента Metal Blast!, несмотря на мощное звучание в начале, альбом быстро выдыхается.

## Участники записи

### Soulfly
- Макс Кавалера (Max Cavalera) — вокал, гитара
- Марк Риццо (Marc Rizzo) — гитара
- Зайон Кавалера (Zyon Cavalera) — ударные
- Тони Кампос (Tony Campos) — бас-гитара

### Приглашенные музыканты
- Тод Джонс — вокал на «Sodomites»
- Мэт Янг — вокал на «Live Life Hard!»
- Ричи Кавалера — вокал на «Mother of Dragons»
- Игор Кавалера младший — вокал и басс на «Mother of Dragons»
- Anahid M.O.P. — вокал на  «Mother of Dragons»
- Роки Кавалера — интро «You Suffer»
- Роман Бабакнян — дудук на «Soulfly X»

## Чарты
| Чарт (2015)                         | Позиция |
| ----------------------------------- | ------- |
| Австралия (ARIA)                    | 41      |
| Австрия (Ö3 Austria)                | 31      |
| Чехия (ČNS IFPI)                    | 17      |
| Бельгия/Фландрия (Ultratop)         | 28      |
| Бельгия/Валлония (Ultratop)         | 21      |
| Нидерланды (Album Top 100)          | 33      |
| Финляндия (Suomen virallinen lista) | 22      |
| Германия (Offizielle Top 100)       | 19      |
| Швейцария (Schweizer Hitparade)     | 11      |
| Великобритания (UK Albums Chart)    | 57      |
| США (Billboard 200)                 | 130     |